# Tonbridge
Tonbridge is een stad (market town) in Engeland, in het Verenigd Koninkrijk, in het graafschap ("county") Kent en in het district Tonbridge and Malling. De plaats had in 2001 circa 31.600 inwoners. 
Tonbridge is gelegen aan de rivier de Medway, circa zes kilometer ten noorden van Tunbridge Wells en veertig kilometer ten zuidoosten van Londen.

## Geboren
- Cecil Powell (1903-1969), natuurkundige en Nobelprijswinnaar (1950)